# Eriopyga griseorufa
Eriopyga griseorufa är en fjärilsart som beskrevs av Druce 1908. Eriopyga griseorufa ingår i släktet Eriopyga och familjen nattflyn. Inga underarter finns listade i Catalogue of Life.